# Parafia Świętej Rodziny w Pittsfield
Parafia Świętej Rodziny w Pittsfield (ang. Holy Family Parish) – parafia rzymskokatolicka położona w Pittsfield, Massachusetts, Stany Zjednoczone.
Była jedną z wielu etnicznych, polonijnych parafii rzymskokatolickich w Nowej Anglii.
Nazwa parafii jest związana z kultem Świętej Rodziny.
Ustanowiona w 1912 roku. Parafia została zamknięta w 2008 roku.

## Historia
W 1912 roku, delegacja polonijnej społeczności w składzie: Józef Ziemak, Józef Zaorski i Stanley Pisiewski zwróciła się do biskupa Thomas Bevan w Springfield o polskiego kapłana, jako założyciela nowej polonijnej parafii w Pittsfield. Ponieważ sprawa nie została rozstrzygnięta natychmiast i pozytywnie, kilka miesięcy później, ks. Franciszek Kołodziej, proboszcz z Adams, Massachusetts, napisał list do biskupa w Springfield w imieniu delegacji, podkreślając konieczność ustanowienia polskiej parafii w Pittsfield. Ich wysiłek zostały nagrodzony. Biskup, w odpowiedzi na petycję delegatów i ks. Kołodzieja, mianował proboszczem polskiej społeczności w Pittsfield, polskiego księdza, Bolesława Bojanowskiego.
18 stycznia 1913, ks Bolesław Bojanowski przybył do Pittsfield jako duszpasterz wszystkich Polaków w mieście i jego okolicach. Na nim spoczął obowiązek organizowania życia Kościoła, w jego terytorium i utworzenia nowej parafii. I tak, w krótkim czasie powstała nowa polska parafia pod nazwą Niepokalanego Poczęcia Matki Bożej. Od tego czasu Polacy mieli swoje własne nabożeństwo prowadzone przez polskiego księdza. Nie mając jednak własnego kościoła, mogli wysłuchać mszy w kościele św. Karola, dzięki uprzejmości miejscowego proboszcza. Ks. Bojanowski wykonywał obowiązki proboszcza, w rzeczywistości tylko przez trzy miesiące, w swojej nowo utworzonej parafii Niepokalanego Poczęcia w kaplicy przy Linden St.
W 1921 roku biskup przysłał ks. Józefa Stanczyka jako nowego proboszcza.
Nowy proboszcz odziedziczył wyjątkowo trudną sytuację w Pittsfield. Jednak po pewnym czasie, dzięki swojej dobroci i prostocie, ks. Stańczyk uzyskał pełne poparcie swoich parafian, którzy bardzo chętnie pracowali wspólnie dla dobra i rozwoju parafii. Obecna kaplica na Linden St. była niewystarczająca do zaspokojenia potrzeb stale rosnącej populacji. Powstał plan budowy nowego kościoła. Tak się złożyło, że w tym czasie w Pittsfield duży budynek o nazwie Old Car Barn został wystawiony na sprzedaż. Po konsultacji z parafianami ks. Stańczyk zakupił za 8500 dolarów wymieniony budynek przy  Seymour St. W budynku tym wcześniej przechowywano tramwaje. Parafianie chętnie podjęli się zebrania funduszy na pokrycie kosztów budowy i pomagali w przebudowie Old Car Barn na budynek kościelny. Przy wspólnym wysiłku całej parafii rozpoczęte prace zakończyły się sukcesem. Koszt przebudowy, naprawy i wyposażenia wyniósł około  60 000 dolarów. W 1924 roku miasteczko Pittsfield było świadkiem konsekracji nowego kościoła, który przybrał nowe imię Parafia Świętej Rodziny.
Dolną część budynku przerobiono na szkołę. Lekcje zaczęły się w 1922 i odbywały się trzy razy w tygodniu.

## Proboszczowie
- ks. Bolesław Bojanowski (1912-1912)
- ks. Victor Zarek (1912-1917)
- ks. Waclaw Maleniewski (1917-1921)
- ks. Józef Stanczyk (1921-1929)
- ks. Walenty Teclaw (1929-1955)
- ks. Ladislaus Rys (1955-1960)
- ks. John Klekotka (1960-)